# Erzbistum Seattle
Das Erzbistum Seattle (lat.: Archidioecesis Seattlensis) ist eine in den Vereinigten Staaten gelegene römisch-katholische Erzdiözese mit Sitz in Seattle, Washington. 

## Geschichte

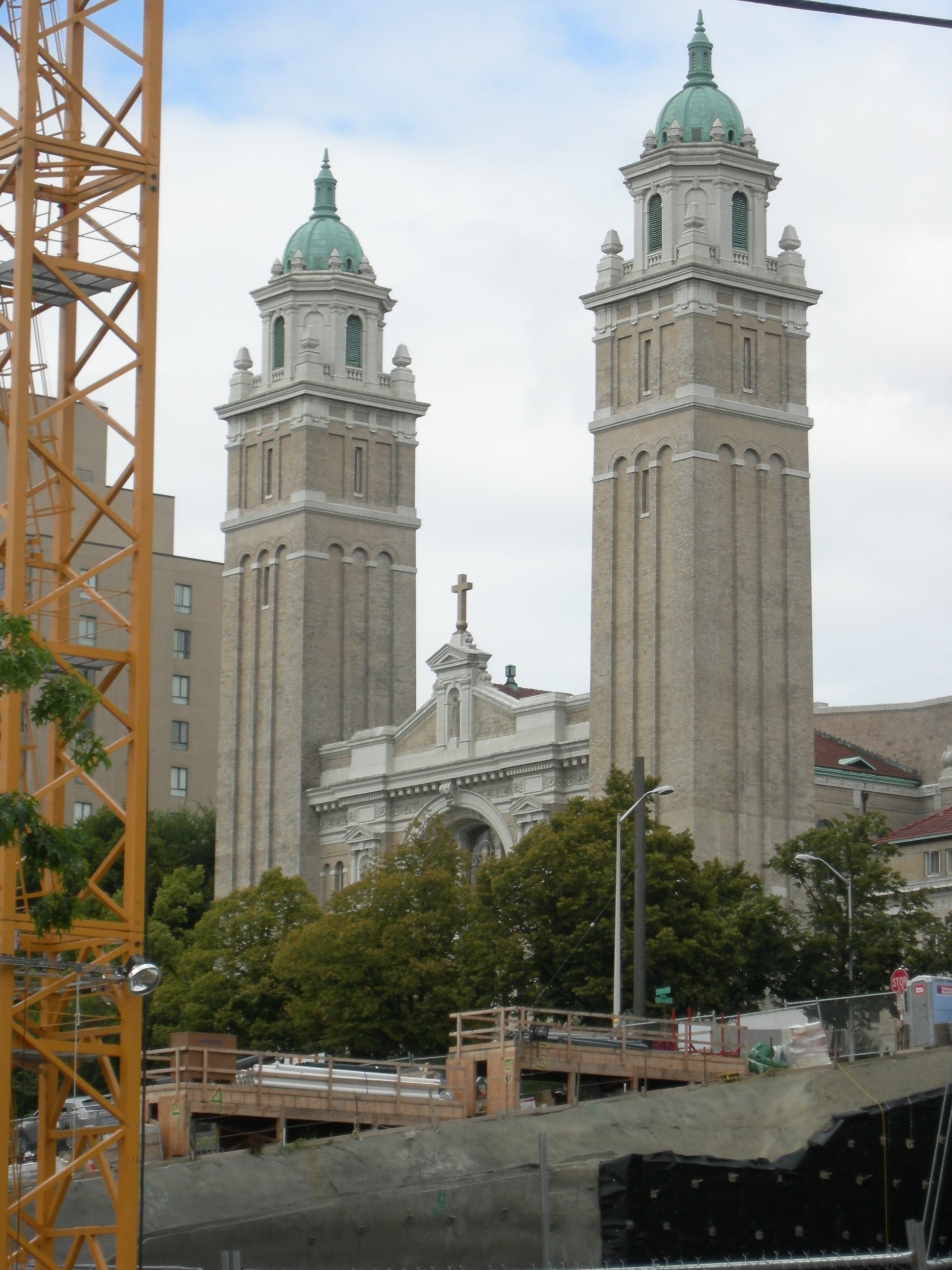
St. James Cathedral in Seattle

Das Erzbistum Seattle wurde am 31. Mai 1850 durch Papst Pius IX. aus Gebietsabtretungen des Bistums Walla Walla als Bistum Nesqually errichtet und dem Erzbistum Portland in Oregon als Suffraganbistum unterstellt. Am 11. September 1907 wurde das Bistum Nesqually in Bistum Seattle umbenannt. Das Bistum Seattle gab am 17. Dezember 1913 Teile seines Territoriums zur Gründung des Bistums Spokane ab. Eine weitere Gebietsabtretung erfolgte am 23. Juni 1951 zur Gründung des Bistums Yakima.
Am 23. Juni 1951 wurde das Bistum Seattle durch Papst Pius XII. mit der Apostolischen Konstitution Dominici gregis zum Erzbistum erhoben.

## Territorium
Das Erzbistum Seattle umfasst den westlichen Teil des Bundesstaates Washington.

## Bischöfe von Nesqually
- Augustin Magloire Alexandre Blanchet, 1850–1879
- Egidius Junger, 1879–1895
- Edward John O’Dea, 1896–1907

## Bischöfe von Seattle
- Edward John O’Dea, 1907–1932
- Gerald Shaughnessy SM, 1933–1950
- Thomas Arthur Connolly, 1950–1951

## Erzbischöfe von Seattle
- Thomas Arthur Connolly, 1951–1975
- Raymond Gerhardt Hunthausen, 1975–1991
- Thomas Joseph Murphy, 1991–1997
- Alexander Joseph Brunett, 1997–2010
- James Peter Sartain, 2010–2019
- Paul Dennis Etienne, seit 2019